# 2009 en Slovaquie
Cet article présente les faits marquants de l'année 2009 en Slovaquie.

## Slovaquie

### Janvier
- Jeudi 1er janvier 2009 : introduction de l'euro en remplacement de la couronne slovaque, devenant le 16e pays de l'Union européenne à l'adopter. Selon l'Association des banques slovaques, le système bancaire est passé à l'euro sans rencontrer de problèmes : « Le passage à l'euro dans le système bancaire a été un succès. Tout s'est passé conformément aux plans ». Selon la Commission européenne : « Le changement se poursuit en continu, près de la moitié des citoyens interrogés avaient déjà majoritairement l'euro dans leurs porte-monnaie samedi soir […] Les commerçants s'en sortent bien aussi grâce au fait que les gens ne rentrent que lentement de vacances ».

- Mercredi 7 janvier 2009 :
  - Le constructeur automobile français Peugeot SA annonce l'arrêt, faute de gaz, de la production de son usine de Trnava (ouest) pour une durée indéterminée, à la suite des restrictions mises en place par les autorités slovaques qui ont mis en place « un plan d'urgence qui impose aux plus grandes entreprises présentes dans le pays de se mettre en hors-gel pour une durée indéterminée ». L'usine, qui produit la Peugeot 207 et la Citroën C3 Picasso, emploie 3 300 personnes.
  - Le premier ministre Robert Fico menace de relancer la centrale nucléaire de Jaslovske Bohunice (ouest), récemment arrêtée conformément aux engagements pris avant l'intégration du pays à l'Union européenne, si la coupure de gaz russe continue.

- Samedi 10 janvier 2009 : le gouvernement slovaque décide en raison de la crise gazière d'entamer le processus pour relancer la seconde tranche de la centrale nucléaire V1 à Jaslovske Bohunice (ouest) récemment arrêtée.

- Dimanche 18 janvier 2009 : le groupe tchèque RWE Transgas, qui assure le transit du gaz en provenance de l'Allemagne vers la Slovaquie, privée de livraisons de gaz russe depuis le 7 janvier, annonce qu'elle est à nouveau approvisionnée grâce au gazoduc Yamal-Europa.

### Février
- Jeudi 12 février 2008 : la croissance de l'économie a ralenti à +6,4 % en 2008 après avoir atteint un record de +10,4 % en 2007, ce qui reste malgré tout le meilleur résultat de l'Union européenne. « Le ralentissement économique au quatrième trimestre est clairement lié à la baisse importante de la production industrielle, comme dans tous les pays européens », la production automobile s'est effondrée de 35,7 % en décembre en glissement annuel, après une baisse de 16,9 % en mois plus tôt.

- Samedi 21 février 2008 : dix personnes ont été tuées et vingt autres blessées, dans une collision entre un train et un car de tourisme transportant 36 personnes, toutes  originaires de la ville de Bánovce nad Bebravou (ouest).  Le train, un omnibus, a heurté de plein fouet le car sur un passage à niveau, près du village de Polomka (centre), selon les premières informations.

### Avril
- Dimanche 5 avril 2009 : le chef de l'État sortant Ivan Gasparovic (68 ans), soutenu par les deux premières formations de la coalition gouvernementale tripartite, le Smer-Démocratie sociale (gauche populiste) du premier ministre socialiste Robert Fico et le Parti national slovaque (nationaliste), est réélu pour 5 ans à la tête de la Slovaquie avec 55,53 % des voix, face à l'opposante Iveta Radičová (52 ans). En Slovaquie, le poste de président est essentiellement protocolaire, il nomme le premier ministre et désigne les juges du tribunal constitutionnel.

### Mai
- Jeudi 28 mai 2009 : premier cas confirmé de grippe H1N1 chez un homme de 37 ans de retour des États-Unis.

### Juin
- Samedi 6 juin 2009: élections européennes 2009, la Slovaquie enregistre le plus faible taux de participation de l'UE avec 19,64 % de votants. Le parti du premier ministre Robert Fico, SMER, sort vainqueur avec 32,02 % des voix et 5 sièges.Source[1]:. Le parti SNS connu pour ses discours xénophobes, anti-hongrois et anti-roms remporte son premier siège avec 5,39 % des voix.

- Lundi 22 juin 2009 : la compagnie aérienne à bas coûts SkyEurope, cotée à la Bourse de Vienne et en proie à des difficultés financières structurelles, a déposé volontairement son bilan, obtenant « du tribunal compétent de Bratislava le gel des créances afin de permettre à sa direction de mener à bien une réorganisation ». Selon la direction, « SkyEurope a effectué volontairement cette démarche pour se donner le temps d'optimiser le potentiel de son réseau, de réorganiser ses dettes et de rendre l'entreprise plus attractive pour des investisseurs potentiels ».

### Octobre
- Mercredi 14 octobre 2009: la Slovaquie s'est qualifiée pour la Coupe du monde 2010 en Afrique du Sud en battant la Pologne 1-0.

### Novembre
- Samedi 14 novembre 2009: élections régionales (Kraj), Le taux de participation aux élections reste très faible avec 22,9 %[2].

### Décembre
- Jeudi 10 décembre 2009: la Slovaquie et le Liechtenstein signe un protocole établissant des relations diplomatiques et la reconnaissance officielle réciproque des deux états. Les liens diplomatiques avait été rompu depuis 1939 (plus d'info...)

## Crédit d'auteurs
- Cet article est partiellement ou en totalité issu de l'article intitulé « 2009 par pays en Europe » (voir la liste des auteurs).